# Ernst Adalbert von Harrach
Ernst Adalbert von Harrach zu Rohrau (né à Vienne, capitale de l'Autriche, le 25 octobre 1598 et mort à Vienne, le 25 octobre 1667) est un cardinal autrichien du XVIIe siècle.

## Repères biographiques
Von Harrach est chanoine à la cathédrale d'Olomouc, prévôt de Soliensis et chanoine et prébendaire à Passau. En 1623 von Harrach est élu archevêque de Prague.
Il est créé cardinal par le pape Urbain III lors du consistoire du 19 janvier 1626. Von Harrach reçoit le titre de primat du royaume de Bohème. Le cardinal von Harrach participe au conclave de 1644 (élection de Innocent X), au conclave de 1655 (élection d'Alexandre VII) et au conclave de 1667 (élection de Clément IX). En 1665 il est élu aussi prince-évêque de Trente.
Il est le fondateur du séminaire de Prague, du diocèse de Litoměřice (Leitmeritz) en 1655 et du diocèse de Hradec Králové (de) (Königgrätz) en 1664. Pour répondre au manque de prêtres, il invite plusieurs ordres de Meißen en Bohème, notamment les hybernes, les piaristes et les paulanes.